# Баньо (каторга)
Баньо (от итал. bagno; купальня) — название тюрем для тяжких преступников у итальянцев, места каторги и каторжных работ у французов (фр. le bagne). В конце царствования Людовика XIV (1710-е годы) такие тюрьмы заменили во Франции галеры.
Термином «баньо» первоначально назывались купальни константинопольского сераля (султанского дворца в Стамбуле), при которых находилась тюрьма для невольников. Во Франции этим словом стали называть громадные здания поблизости от гаваней, служившие помещением для преступников, работавших в гаванях и портовых арсеналах. Формальными тюрьмами баньо сделались в силу ордонанса, изданного в 1749 году. Тулонская тюрьма (фр. Bagne de Toulon) этого рода была основана уже в том же году; в 1750 такая же тюрьма была открыта в Бресте (фр. Bagne de Brest), в 1767 — в Рошфоре (фр. Bagne de Rochefort) и, наконец, в Лориане основана была тюрьма для военных преступников (фр. Bagne de Lorient).
Французский уголовный кодекс 1791 года изменил название «bagne» на «peine des fers» (кандальное наказание), a в 1810 году оно было смягчено и заменено названием «travaux forcés» (принудительные работы). Хотя со времени Французской революции неоднократно вводились смягчения относительно обращения с преступниками, всё же дисциплина оставалась крайне суровой, и осужденных сковывали цепью попарно. Сверх того к каждой цепи привешивали ядро. В 1832 году были отменены клейма (на правом плече), а при Наполеоне III (1852—1870) баньо были заменены системой каторжных колоний; прежние тюрьмы (bagnes) постепенно упразднялись, последняя из них была закрыта в Тулоне (1873).